# Джейн берёт ружьё
«Джейн берёт ружьё» (англ. Jane Got a Gun) — американский вестерн режиссёра Гэвина О’Коннора, снятый по сценарию Брайана Даффилда и Энтони Тамбакиса. В главных ролях — Натали Портман, Джоэл Эдгертон и Юэн Макгрегор.

## Сюжет
Джейн и её муж Билл живут в доме на своей ферме, вдали от всех. Однажды Билл возвращается раненый восемью пулями после нападения банды, в которой сам раньше состоял.
Джейн обращается к своему бывшему возлюбленному Дэну Фросту и просит его помочь ей защитить ферму от бандитов, которые собираются идти до конца в своих намерениях.

## В ролях
| Актёр           | Роль           |
| --------------- | -------------- |
| Натали Портман  | Джейн Хаммонд  |
| Джоэл Эдгертон  | Дэн Фрост      |
| Юэн Макгрегор   | Джон Бишоп     |
| Родриго Санторо | Фитчум         |
| Ноа Эммерих     | Билл Хаммонд   |
| Бойд Холбрук    | Вик            |
| Алекс Манетт    | Бак            |
| Тодд Стэшвик    | О’Дауд         |
| Джеймс Барнетт  | Канни Чарли    |
| Сэм Куинн       | Слоу Джеремайя |
| Чед Брамметт    | Теодор         |
| Бутс Сауферлэнд | Маршал         |

## Производство
Оригинальный сценарий к фильму Брайана Даффилда попал в Чёрный список лучших сценариев 2011 года. Режиссёром фильма первоначально должна была быть Линн Рэмси, но после того, как она не явилась на съёмочную площадку в первый день съёмок, её заменили на Гэвина О’Коннора.
Одну из главных ролей в фильме должен был играть Джуд Лоу, но после замены режиссёра он покинул проект, заявив, что единственной причиной, почему он согласился сниматься в этом фильме, было желание поработать с Линн Рэмси. В фильме также должны были сниматься Майкл Фассбендер и Брэдли Купер, но они выбыли из проекта из-за конфликта в съёмочных графиках.
Съёмки фильма проходили в Нью-Мексико.

## Критика
На агрегаторе рецензий Rotten Tomatoes рейтинг одобрения составляет 42 % на основе 84 обзоров со средней оценкой 5,2 из 10. Консенсус сайта гласит: «Фильм колеблется между манерным вестерном и жестким ревизионистским подходом к жанру, оставляя преданную игру Натали Портман в пыли».
Джо Лейдон из Variety дал положительную рецензию, написав: «Надежно сделанный и традиционно удовлетворяющий вестерн. Для тех, кто просмотрел бесчисленные отчеты о смене актеров в последнюю минуту, музыкальных директоров и неоднократно переносимые даты выпуска, может быть трудно объективно судить о том, что на самом деле появляется на экране здесь, не отвлекаясь на мысли о том, что могло бы быть или должно было быть».
Майкл Рехтшаффен из Los Angeles Times написал: «Возможно, „Джейн берёт ружьё“ и не изобретает колесо заново, но представляет собой прочное, хорошо продуманное жанровое произведение, несмотря на тернистый путь к экрану».
Джордан Минцер из The Hollywood Reporter написал: «Снимая в Нью-Мексико, О'Коннор и его команда активно используют суровые и иногда захватывающие дух экстерьеры». Минцер также сказал: «Несколько поворотов сюжета недостаточно, чтобы компенсировать откровенно тяжелое, часто унылое действие, которое ведет прямо к финальному противостоянию с небольшой элегантностью и обозом пафоса».